# دانييلا أرياس
دانييلا أرياس (بالإسبانية: Daniela Arias) هي لاعبة كرة قدم كولومبية، ولدت في 31 أغسطس 1994 في بوكارامانغا في كولومبيا. لعبت مع أتليتيكو بوكارامانغا.